# Međunarodna vozačka dozvola
Međunarodna vozačka dozvola je međunarodno priznat prijevod važeće vozačke dozvole kojom se vozač u inozemstvu služi zajedno s matičnom ispravom. Izdaje se temeljem Međunarodne konvencije o prometu na cestama (1968.) i Ženevske konvencije o cestovnom prometu (1949.).
Ovisno o tome koje konvencije je država u koju vozač putuje potpisnica, izdaje se prema Bečkoj ili Ženevskoj konvenciji te pri izdavanju izdavatelj mora vozaču dati ispravnu informaciju koji MVD je potreban za državu u koju vozač putuje.

## U Hrvatskoj
U Hrvatskoj se izdaje temeljem Pravilnika o međunarodnim  vozačkim dozvolama i dozvolama za upravljanje tuđim vozilom u inozemstvu.
Hrvatski MVD prema Bečkoj konvenciji uz hrvatski sadrži i tekst na sedam stranih jezika: francuskom, engleskom, njemačkom, španjolskom, ruskom, arapskom i kineskom jeziku. Izdaje se s rokom važenja od tri godine od dana izdavanja odnosno od dana isteka važenja hrvatske vozačke dozvole ako je rok njenog važenja kraći od tri godine.
Hrvatski MVD prema Ženevskoj konvenciji uz hrvatski sadrži i tekst na jedanaest stranih jezika: francuskom, portugalskom, engleskom, korejskom, ruskom, tajlandskom, španjolskom, kineskom, arapskom, hindskom i japanskom jeziku. Izdaje se s rokom važenja od jedne godine od dana izdavanja odnosno od dana isteka važenja hrvatske vozačke dozvole ako je rok njenog važenja kraći od jedne godine.